# 交響曲第39番 (ミヒャエル・ハイドン)
交響曲第39番 ハ長調 MH 478, P 31 は、ミヒャエル・ハイドンが1788年に作曲した交響曲。
本作は1788年にザルツブルクで作曲され、同年作曲された6つの交響曲のうち最後の作品である。また、1784年に作曲された『交響曲第28番 ハ長調』（MH 384, P 19）と同じく最終楽章がフガートとなっており、ヴォルフガング・アマデウス・モーツァルトが同年に作曲した『交響曲第41番《ジュピター》』の最終楽章を書く際のモデルにしたのではないかと考えられている。

## 楽器編成
| 木管         | 木管 | 金管         | 金管         | 打         | 打       | 弦              | 弦 |
| ------------ | ---- | ------------ | ------------ | ---------- | -------- | --------------- | -- |
| フルート     | 0    | ホルン       | 2            | ティンパニ | ●        | 第1ヴァイオリン | ●  |
| オーボエ     | 2    | トランペット | 2            | 他         |          | 第2ヴァイオリン | ●  |
| クラリネット | 0    | 他           |              | 他         | ヴィオラ | ●               |    |
| ファゴット   | 2    | 他           | チェロ       | 他         | ●        |                 |    |
| 他           |      | 他           | コントラバス | 他         | ●        |                 |    |

## 曲の構成
全3楽章、演奏時間は約12分。
- 第1楽章 アレグロ・コン・スピーリト
ハ長調、4分の3拍子、ソナタ形式。

この楽章では、ホルンがIIの和音を演奏するために、通常のC管の代わりにG管を使用しており、再現部でC管に変えるように指示されている。

- 第2楽章 アンダンテ
ト長調、4分の2拍子、二部形式。
この楽章では第1ホルンがE管のホルンを、第2ホルンがD管のホルンを使う。

- 第3楽章 フガート：モルト・ヴィヴァーチェ
ハ長調、2分の2拍子（アラ・ブレーヴェ）、フーガとソナタ形式の混合（フガート）。

前述の通り、この楽章は『交響曲第28番』のフガートによるフィナーレと共に[1]、モーツァルトの『交響曲第41番《ジュピター》』の最終楽章のモデルとなったと考えられており、音楽学者のH.C.ロビンス・ランドンによれば、モーツァルトは父レオポルトに「ハイドンが書いた最新のフーガを送って欲しい」と頼んでいたことから、第41番を作曲する際に本作を熱心に研究していたと推測している。また第1楽章と同様に、ホルンがG管で始まった後に、再現部でC管に変えるように指示されている。